# Allium virgunculae
Allium virgunculae là một loài thực vật có hoa trong họ Amaryllidaceae. Loài này được Maek. & Kitam. mô tả khoa học đầu tiên năm 1952.

## Hình ảnh

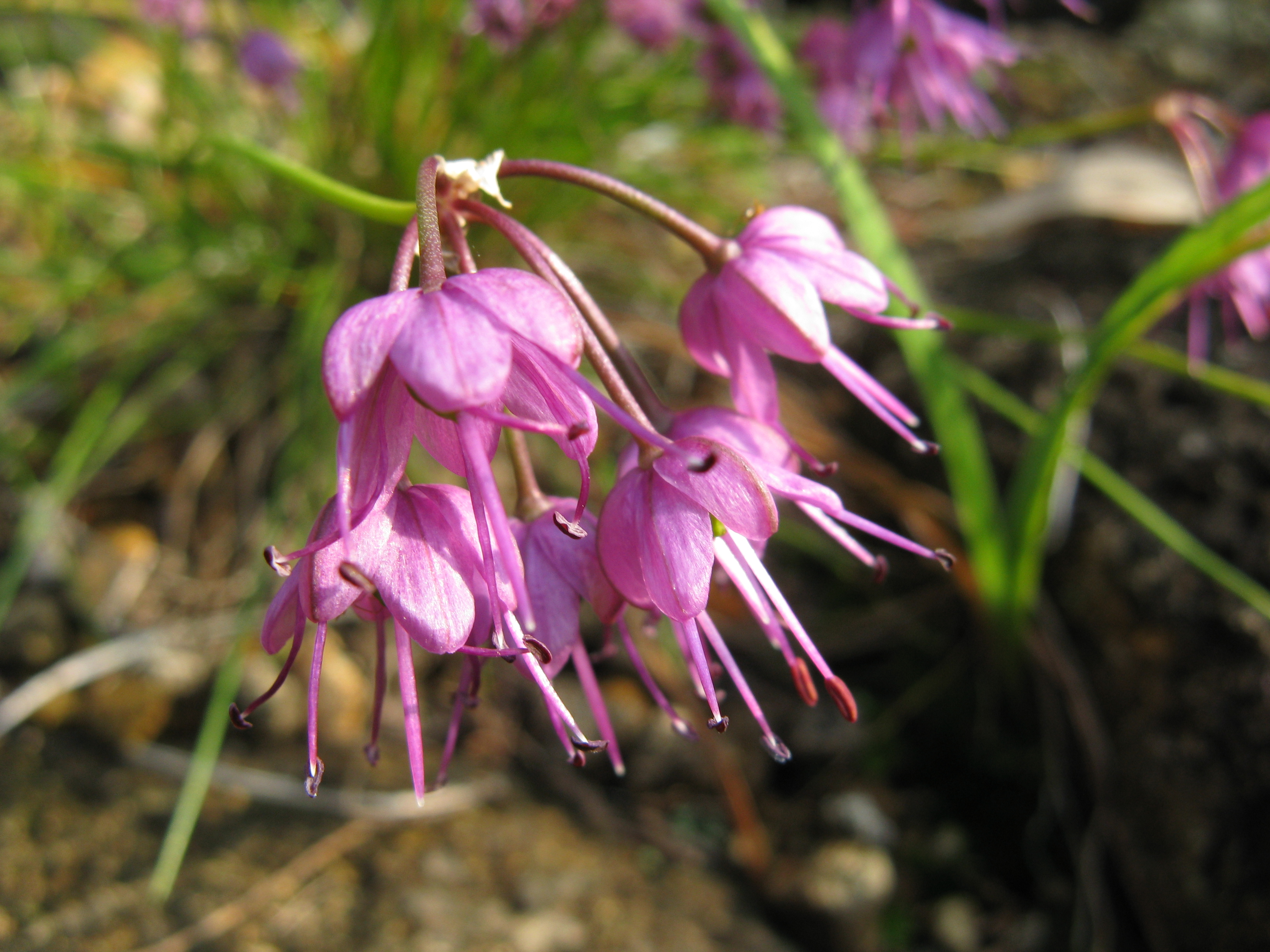